# Clerve
 (mars 2013).
Si vous disposez d'ouvrages ou d'articles de référence ou si vous connaissez des sites web de qualité traitant du thème abordé ici, merci de compléter l'article en donnant les références utiles à sa vérifiabilité et en les liant à la section « Notes et références ».
La Clerve (Klierf en luxembourgeois, Clierf en allemand) est une rivière du Luxembourg et un affluent de la Wiltz, donc un sous-affluent du Rhin par la Sûre et la Moselle. 

## Géographie
La Clerve a sa source près de Huldange à une altitude de 530 m où elle s'appelle Woltz, nom qu'elle garde jusqu'à Clervaux où elle change son nom en Clerve. Elle termine son cours à Kautenbach où elle se jette dans la Wiltz à une altitude de 250 m.

## Affluents

### Rive droite
- Follmillbacch
- Haardbaach
- Brëllbaach
- Rénkebaach
- Weierbaach
- Klengelbaach
- Heffbaach
- Kréimeschweier
- Tretterbaach
- Béischenderbaach
- Reichelbaach
- Bréisbich
- Botteschbaach
- Eselbaach
- Froumeschbaach
- Wiweschbaach
- Baierbich
- Weierbaach

### Rive gauche
- Boburen
- Stauwelbaach
- Luckeschbaach
- Béilsbech
- Wemperbaach
- Reneschbaach
- Millbech
- Baach
- Irbech
- Pëntsch
- Jopich
- Krëpbaach
- Kroodebaach